# Tiit Riisalo
Tiit Riisalo est un homme politique estonien.

## Biographie
Tiit Riisalo est né le 17 février 1967 à Tallinn. En 2023-2024, il est ministre des Affaires économiques et des Technologies de l'information. Il est diplômé de l'Université de Tartu en 1995.
Il est membre du parti Estonie 200.